# Geneviève (film, 1953)
Pour les articles homonymes, voir Geneviève.
Pour plus de détails, voir Fiche technique et Distribution.
Geneviève (Genevieve) est un film britannique réalisé par Henry Cornelius, sorti en 1953.

## Synopsis

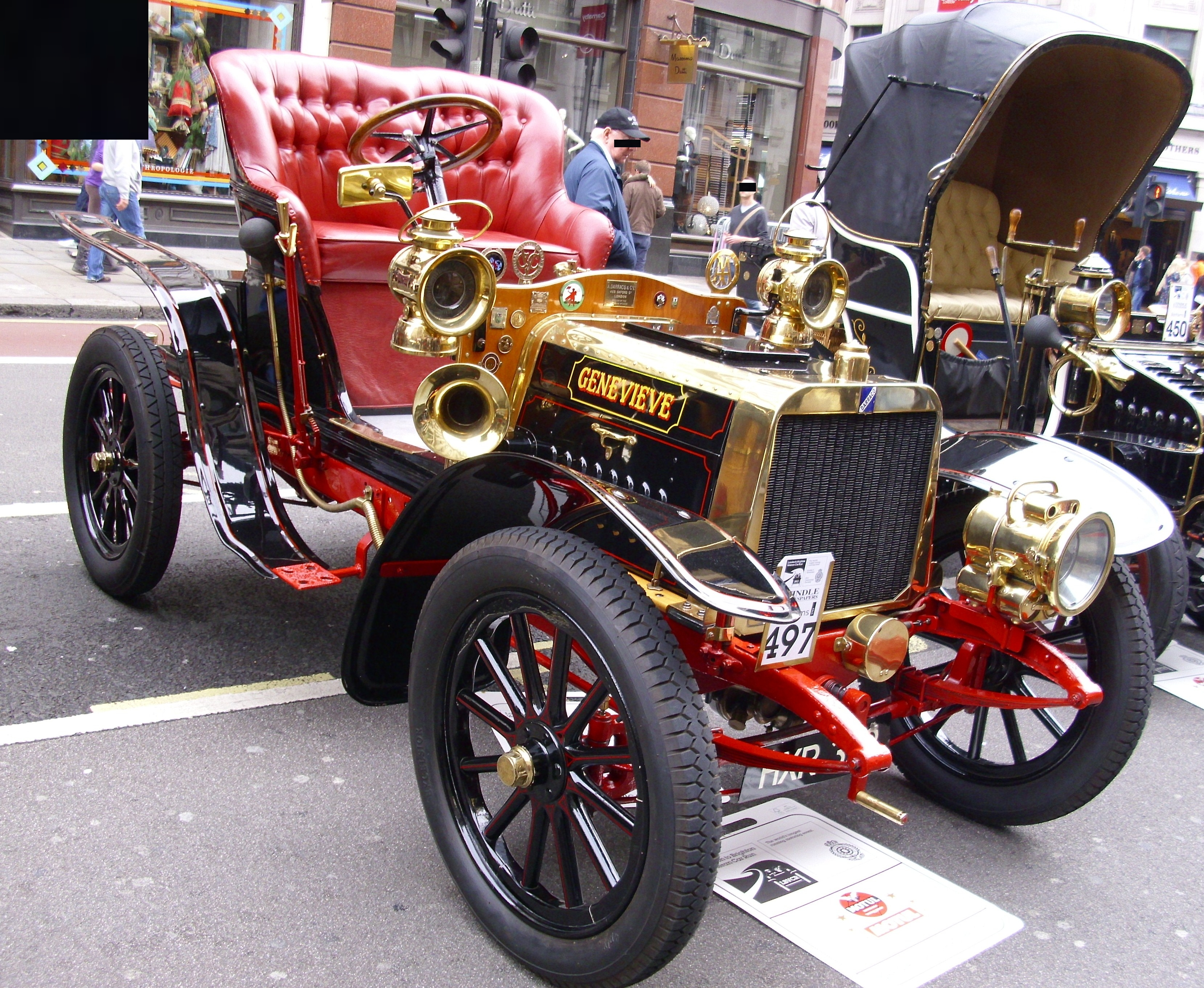
Geneviève, lors du London-to-Brighton 2010.

C'est le moment du rallye de vieilles voitures entre Londres et Brighton, et ce n'est pas l'amitié d'Alan McKim et Ambrose Claverhouse qui va empêcher ces deux-là d'essayer de s'humilier mutuellement. Sur le parcours, de vieilles rancunes sont ravivées au point que les deux hommes décident de faire un pari « amical » sur celui qui sera le premier à regagner Londres.

## Fiche technique
- Titre : Geneviève
- Titre original : Genevieve
- Réalisation : Henry Cornelius
- Scénario : William Rose
- Images : Christopher Challis, assisté de Ted Moore (cadreur)
- Musique : Larry Adler
- Décors : Michael Stringer
- Costumes : Marjory Cornelius
- Montage : Clive Donner
- Production : Henry Cornelius (non crédité), Earl St. John, pour J. Arthur Rank Organisation et Sirius (non crédité)
- Pays de production : Royaume-Uni
- Langue : anglais
- Format : Couleur (Technicolor) - 1,37:1 - Mono
- Genre cinématographique : Comédie
- Durée : 86 minutes
- Dates de sortie :
  - France : 30 octobre 1953
  - États-Unis : 15 février 1954
  - Allemagne de l'Ouest : 24 septembre 1954

## Distribution
- Dinah Sheridan : Wendy McKim
- John Gregson : Alan McKim
- Kay Kendall : Rosalind Peters
- Kenneth More : Ambrose Claverhouse
- Geoffrey Keen : le policier
- Reginald Beckwith : J.C. Callahan
- Arthur Wontner : le vieux gentleman
- Joyce Grenfell : la propriétaire de l'hôtel
- Leslie Mitchell : lui-même - le commentateur des actualités

Acteurs non crédités
- Michael Balfour : le trompettiste
- Michael Medwin : le futur père

## La Voiture
Geneviève est en fait une Darracq de 1904. Elle est actuellement exposée au Musée Louwman de La Haye.

## Récompenses
prix reçus
- Prix de la BAFTA 1954 du Meilleur film britannique.
- Golden Globes 1955 : Prix du Meilleur film étranger (ex aequo avec Weg ohne Umkehr, Vingt-Quatre prunelles (Nijushi no hitomi) et La Mujer de las camelias).

nominations
- nommé aux Oscars 1955 pour le meilleur scénario : William Rose
- nommé aux Oscars 1955 pour la meilleure musique : Larry Adler
- nommé pour le prix de la BAFTA du meilleur acteur britannique : Kenneth More.